# Beatriz Haddad Maia
Beatriz Haddad Maia (* 30. Mai 1996 in São Paulo) ist eine brasilianische Tennisspielerin.

## Karriere
Haddad Maia, die Sandplätze bevorzugt, war eine erfolgreiche Jugendspielerin und erreichte zweimal das Doppelfinale des Nachwuchswettbewerbs der French Open. 2012 an der Seite von Montserrat González, als die beiden im Endspiel Darja Gawrilowa und Irina Chromatschowa unterlagen, sowie 2013 zusammen mit Doménica González. Dort mussten sie sich Barbora Krejčíková und Kateřina Siniaková geschlagen geben. 2011 gewann Haddad Maia außerdem, ebenfalls gemeinsam mit Doménica González, das Doppelturnier der Junioren-Südamerikameisterschaften und holte 2012 mit Montserrat González den Titel beim Asunción Bowl.
In der Tennisweltrangliste der Juniorinnen erzielte sie mit Rang 15 ihre beste Platzierung.
Schon 2010 gab Haddad Maia ihr Debüt auf dem ITF Women’s Circuit und gewann im Jahr darauf ihren ersten Profititel. 2012 trat sie in Québec erstmals in der Qualifikation zu einem WTA-Turnier an, schied jedoch in der ersten Runde aus. Anfang 2014 stand sie in Rio de Janeiro erstmals in einem WTA-Hauptfeld, nachdem sie von den Organisatoren eine Wildcard erhalten hatte, allerdings scheiterte sie auch dort in ihrem Auftaktmatch, genauso wie in der Folgewoche in Florianópolis. Ihren ersten Sieg im Hauptfeld eines WTA-Turniers errang Haddad Maia dann im Jahr darauf aus der Qualifikation kommend in Bogotá über María Herazo González. Zusammen mit ihrer Landsfrau Paula Cristina Gonçalves stieß sie dort sogar ins Endspiel des Doppelturniers vor, in dem sie Irina Falconi und Shelby Rogers bezwangen und somit ihren ersten WTA-Titel holten. Bei den anschließenden French Open startete sie daraufhin erstmals in der Qualifikation zu einem Grand-Slam-Turnier und schied erst in der Schlussrunde aus. Während der Panamerikanischen Spiele zog sie sich eine Schulterverletzung zu und beendete daraufhin ihre Saison frühzeitig.
2016 versuchte Haddad Maia, sich über Matchsiege auf der ITF Tour wieder nach oben zu kämpfen. Mit zwei ITF-Titeln der $50.000-Kategorie schloss sie das Jahr in starker Verfassung ab, die sie zu Beginn der darauffolgenden Saison mit einem weiteren ITF-Titel bestätigen konnte. Nach ihrem zweiten Triumph im Doppelwettbewerb von Bogotá, diesmal an der Seite von Nadia Podoroska, mit der sie sich im Endspiel gegen Verónica Cepede Royg und Magda Linette durchsetzte, erreichte sie in Prag ihr erstes WTA-Viertelfinale im Einzel sowie ihren bislang größten Einzeltitel beim ITF-Turnier der $100.000-Kategorie in Cagnes-sur-Mer, wo sie im Endspiel Jil Teichmann schlug. Daraufhin erstmals unter die Top 100 der Weltrangliste vorgerückt, qualifizierte sich Haddad Maia bei den French Open 2017 souverän zum ersten Mal für die Hauptrunde eines Grand-Slam-Turniers, bevor sie in der Auftaktrunde Jelena Wesnina unterlag. In Wimbledon zog sie dann mit einem Erstrundenerfolg gegen Laura Robson erstmals in die zweite Runde eines Majors ein, in die sie sich Simona Halep geschlagen geben musste, und erreichte in Seoul ihr erstes Einzelfinale bei einem WTA-Turnier, das sie allerdings gegen Jeļena Ostapenko verlor.
Nach einem Sieg bei den Australian Open 2018 erzielte Haddad Maia mit Position 58 ihre bis dahin beste Weltranglistenplatzierung. Zum Beginn der Sandplatzsaison erlitt sie eine Rückenverletzung, die einen operativen Eingriff nötig machte, weshalb sie die French Open sowie die komplette Rasensaison verpasste und im Ranking deutlich zurückfiel. 2019 meldete Haddad Maia sich mit einer Viertelfinalteilnahme in Acapulco zurück, wo sie in der zweiten Runde mit Sloane Stephens erstmals eine Spielerin aus den Top 10 der Weltrangliste besiegen konnte. In Bogotá kam sie als Qualifikantin anschließend bis ins Halbfinale. Am 4. Juni 2019 gab Haddad Maia beim WTA Challenger in Bol einen auf zwei Anabolika positiven Dopingtest ab, woraufhin sie am 22. Juli 2019 von der ITF vorübergehend suspendiert wurde. Die ITF akzeptierte die Erklärung von Haddad Maia wie die Stoffe in ihren Körper gelangten, und verhängte eine 10-monatige Sperre, die am 21. Mai 2020 endete.
Aufgrund der coronabedingten Saisonunterbrechung, spielte sie erst ab September 2020 wieder Tennis auf der ITF-Tour und gewann dabei vier Titel. 2021 gelang Haddad Maia nach einer erfolgreichen Saison auf der ITF Tour mit insgesamt fünf Einzeltiteln, darunter zwei der $60.000-Kategorie der Wiedereinzug unter die besten 100 der Weltrangliste. Außerdem errang sie beim WTA 1000-Turnier in Indian Wells, nachdem sie nachträglich als Lucky Loserin ins Hauptfeld gekommen war, über die Topgesetzte Karolína Plíšková ihren zweiten Erfolg gegen eine Top-10-Spielerin.
Anfang 2022 machte Haddad Maia vor allem im Doppel auf sich aufmerksam, als sie zunächst an der Seite von Anna Danilina in Sydney mit einem Sieg über Vivian Heisen und Panna Udvardy ihren dritten und bis dahin größten WTA-Titel gewann und im Anschluss bei den Australian Open gemeinsam mit derselben Partnerin ihr erstes Grand-Slam-Finale erreichte. Dort jedoch mussten sich die beiden den Weltranglistenführenden Barbora Krejčíková und Kateřina Siniaková geschlagen geben.
2012 gab Haddad Maia beim 2:1-Erfolg über Venezuela ihren Einstand für die brasilianische Fed-Cup-Mannschaft. Seitdem hat sie für ihr Land 28 Partien im Einzel und Doppel bestritten, von denen sie 18 gewinnen konnte (Einzelbilanz 10:8).

## Turniersiege

### Einzel
| Nr. | Datum              | Turnier            | Kategorie        | Belag             | Finalgegnerin          | Ergebnis      |
| --- | ------------------ | ------------------ | ---------------- | ----------------- | ---------------------- | ------------- |
| 1.  | 24. Oktober 2011   | Goiânia            | ITF $10.000      | Sand              | Bárbara Luz            | 6:2, 6:0      |
| 2.  | 2. April 2012      | Ribeirão Preto     | ITF $10.000      | Hartplatz         | Natasha Fourouclas     | 6:0, 6:1      |
| 3.  | 25. März 2013      | Ribeirão Preto     | ITF $10.000      | Sand              | Andrea Benítez         | 7:62, 6:2     |
| 4.  | 15. April 2013     | Antalya            | ITF $10.000      | Hartplatz         | Tereza Martincová      | 6:4, 6:3      |
| 5.  | 6. November 2016   | Scottsdale         | ITF $50.000      | Hartplatz         | Kristie Ahn            | 7:64, 7:62    |
| 6.  | 13. November 2016  | Waco               | ITF $50.000      | Hartplatz         | Grace Min              | 6:2, 3:6, 6:1 |
| 7.  | 5. März 2017       | Clare              | ITF $25.000      | Hartplatz         | Markéta Vondroušová    | 6:2, 6:2      |
| 8.  | 14. Mai 2017       | Cagnes-sur-Mer     | ITF $100.000     | Sand              | Jil Teichmann          | 6:3, 6:3      |
| 9.  | 6. September 2020  | Montemor-o-Novo    | ITF W25          | Hartplatz         | Jodie Anna Burrage     | 6:1, 6:4      |
| 10. | 20. September 2020 | Santarém           | ITF W15          | Hartplatz         | Martyna Kubka          | 6:0, 6:0      |
| 11. | 27. September 2020 | Porto              | ITF W15          | Hartplatz         | Ingrid Gamarra Martins | 6:3, 6:2      |
| 12. | 18. Oktober 2020   | Funchal            | ITF W15          | Hartplatz         | Francisca Jorge        | 6:3, 6:3      |
| 13. | 4. April 2021      | Villa María        | ITF W25          | Sand              | Francesca Jones        | 5:7, 6:4, 6:2 |
| 14. | 11. April 2021     | Córdoba            | ITF W25          | Sand              | Panna Udvardy          | 6:2, 6:2      |
| 15. | 13. Juni 2021      | Montemor-o-Novo    | ITF W25          | Hartplatz         | Mariam Bolkwadse       | 6:4, 6:4      |
| 16. | 5. September 2021  | Collonge-Bellerive | ITF W60          | Sand              | İpek Öz                | 5:7, 6:1, 6:4 |
| 17. | 12. September 2021 | Montreux           | ITF W60          | Sand              | Francesca Jones        | 6:4, 6:3      |
| 18. | 8. Mai 2022        | Saint-Malo         | WTA Challenger   | Sand              | Anna Blinkowa          | 7:63, 6:3     |
| 19. | 12. Juni 2022      | Nottingham         | WTA 250          | Rasen             | Alison Riske           | 6:4, 1:6, 6:3 |
| 20. | 19. Juni 2022      | Birmingham         | WTA 250          | Rasen             | Zhang Shuai            | 5:4 Aufgabe   |
| 21. | 29. Oktober 2023   | Zhuhai             | WTA Elite Trophy | Hartplatz (Halle) | Zheng Qinwen           | 7:611, 7:64   |
| 22. | 22. September 2024 | Seoul              | WTA 500          | Hartplatz         | Darja Kassatkina       | 1:6, 6:4, 6:1 |

### Doppel
| Nr. | Datum              | Turnier         | Kategorie         | Belag             | Partnerin                | Finalgegnerinnen                       | Ergebnis              |
| --- | ------------------ | --------------- | ----------------- | ----------------- | ------------------------ | -------------------------------------- | --------------------- |
| 1.  | 25. September 2010 | Mogi das Cruzes | ITF $10.000       | Sand              | Flavia Guimaraes Bueno   | Maria Fernanda Alves Natasha Lotuffo   | 6:1, 6:3              |
| 2.  | 5. August 2011     | São Paulo       | ITF $10.000       | Sand              | Carla Forte              | Isabella Robbiani Kyra Shroff          | 6:75, 6:3, [10:7]     |
| 3.  | 28. Oktober 2011   | Goiânia         | ITF $10.000       | Sand              | Paula Cristina Gonçalves | Flávia Dechandt Araújo Karina Venditti | 6:4, 5:7, [12:10]     |
| 4.  | 21. Juni 2014      | Alkmaar         | ITF $10.000       | Sand              | Bernarda Pera            | Charlotte van der Meij Mandy Wagemaker | 6:1, 1:6, [10:5]      |
| 5.  | 18. April 2015     | Bogotá          | WTA International | Sand              | Paula Cristina Gonçalves | Irina Falconi Shelby Rogers            | 6:3, 3:6, [10:6]      |
| 6.  | 30. Mai 2015       | Grado           | ITF $25.000       | Sand              | Viktorija Golubic        | Sharon Fichman Katarzyna Piter         | 6:3, 6:2              |
| 7.  | 24. Januar 2016    | Guarujá         | ITF $25.000       | Hartplatz         | Paula Cristina Gonçalves | Laura Pigossi Jil Teichmann            | 6:7(3:7), 7:5, [10:7] |
| 8.  | 3. März 2017       | Clare           | ITF $25.000       | Hartplatz         | Genevieve Lorbergs       | Alison Bai Erika Sema                  | 6:4, 6:3              |
| 9.  | 15. April 2017     | Bogotá          | WTA International | Sand              | Nadia Podoroska          | Verónica Cepede Royg Magda Linette     | 6:3, 7:64             |
| 10. | 22. Juni 2019      | Ilkley          | ITF W100          | Rasen             | Luisa Stefani            | Ellen Perez Arina Rodionova            | 6:4, 6:75, [10:4]     |
| 11. | 12. September 2020 | Figueira da Foz | ITF W25+H         | Hartplatz         | Ingrid Gamarra Martins   | Jacqueline Cabaj Awad Inês Murta       | 7:5, 6:1              |
| 12. | 15. Januar 2022    | Sydney          | WTA 500           | Hartplatz         | Anna Danilina            | Vivian Heisen Panna Udvardy            | 4:6, 7:5, [10:8]      |
| 13. | 14. Mai 2022       | Paris           | WTA Challenger    | Sand              | Kristina Mladenovic      | Oksana Kalaschnikowa Misaki Doi        | 5:7, 6:4, [10:4]      |
| 14. | 12. Juni 2022      | Nottingham      | WTA 250           | Rasen             | Zhang Shuai              | Caroline Dolehide Monica Niculescu     | 7:62, 6:3             |
| 15. | 7. Mai 2023        | Madrid          | WTA 1000          | Sand              | Wiktoryja Asaranka       | Cori Gauff Jessica Pegula              | 6:1, 6:4              |
| 16. | 29. Oktober 2023   | Zhuhai          | WTA Elite Trophy  | Hartplatz (Halle) | Weronika Kudermetowa     | Miyu Katō Aldila Sutjiadi              | 6:3, 6:3              |
| 17. | 12. Januar 2024    | Adelaide        | WTA 500           | Hartplatz         | Taylor Townsend          | Caroline Garcia Kristina Mladenovic    | 7:5, 6:3              |
| 18. | 22. Juni 2025      | Nottingham      | WTA 250           | Rasen             | Laura Siegemund          | Anna Danilina Ena Shibahara            | 6:3, 6:2              |

## Karrierestatistik und Turnierbilanz

### Einzel
Die letzte Aktualisierung erfolgte nach dem WTA-Turnier in Nottingham 2025.
| Turnier                      | 2015             | 2016             | 2017              | 2018              | 2019              | 2020              | 2021              | 2022              | 2023              | 2024      | 2025      | T / T       | S/N         | Sieg%       |
| ---------------------------- | ---------------- | ---------------- | ----------------- | ----------------- | ----------------- | ----------------- | ----------------- | ----------------- | ----------------- | --------- | --------- | ----------- | ----------- | ----------- |
| Australian Open              | –                | –                | –                 | 2                 | 2                 | –                 | –                 | 2                 | 1                 | 3         | 3         | 0 / 6       | 7:6         | 54 %        |
| French Open                  | Q3               | Q2               | 1                 | –                 | Q1                | –                 | –                 | 2                 | HF                | 1         | 1         | 0 / 5       | 6:5         | 55 %        |
| Wimbledon                    | Q1               | –                | 2                 | –                 | 2                 | n. a.             | Q3                | 1                 | AF                | 3         | 2         | 0 / 6       | 8:6         | 57 %        |
| US Open                      | –                | Q1               | 1                 | Q2                | –                 | –                 | Q2                | 2                 | 2                 | VF        |           | 0 / 4       | 6:4         | 60 %        |
| Doha                         | a. K.            | –                | a. K.             | –                 | a. K.             | –                 | a. K.             | 1                 | a. K.             | 1         | 1         | 0 / 3       | 0:3         | 0 %         |
| Dubai                        | –                | a. K.            | –                 | a. K.             | –                 | a. K.             | –                 | a. K.             | 1                 | 1         | 1         | 0 / 3       | 0:3         | 0 %         |
| Indian Wells                 | –                | –                | –                 | 1                 | –                 | n. a.             | AF                | 2                 | 3                 | 3         | 2         | 0 / 6       | 5:6         | 45 %        |
| Miami                        | –                | 1                | 2                 | 3                 | Q2                | n. a.             | –                 | 3                 | 3                 | 3         | 2         | 0 / 7       | 7:7         | 50 %        |
| Madrid                       | –                | –                | –                 | Q1                | –                 | n. a.             | –                 | 1                 | 2                 | VF        | 3         | 0 / 4       | 4:4         | 50 %        |
| Rom                          | –                | –                | –                 | –                 | –                 | –                 | –                 | –                 | VF                | 3         | 2         | 0 / 3       | 4:3         | 57 %        |
| Kanada                       | –                | –                | –                 | –                 | –                 | n. a.             | –                 | F                 | 2                 | 2         |           | 0 / 3       | 7:3         | 70 %        |
| Cincinnati                   | –                | –                | 2                 | –                 | –                 | –                 | –                 | 1                 | 1                 | 1         |           | 0 / 4       | 1:4         | 20 %        |
| Guadalajara                  | n. a. bzw. a. K. | n. a. bzw. a. K. | n. a. bzw. a. K.  | n. a. bzw. a. K.  | n. a. bzw. a. K.  | n. a. bzw. a. K.  | n. a. bzw. a. K.  | 1                 | –                 | a. K.     | a. K.     | 0 / 1       | 0:1         | 0 %         |
| Peking                       | –                | –                | Q1                | –                 | –                 | nicht ausgetragen | nicht ausgetragen | nicht ausgetragen | 1                 | 3         |           | 0 / 2       | 1:2         | 33 %        |
| Wuhan                        | –                | –                | –                 | –                 | –                 | nicht ausgetragen | nicht ausgetragen | nicht ausgetragen | nicht ausgetragen | 3         |           | 0 / 1       | 2:1         | 67 %        |
| Olympische Spiele            | n. a.            | –                | nicht ausgetragen | nicht ausgetragen | nicht ausgetragen | nicht ausgetragen | –                 | n. a.             | n. a.             | 2         | n. a.     | 0 / 1       | 1:1         | 50 %        |
| Billie Jean King Cup         | K1               | K1               | –                 | K1                | PO                | –                 | –                 | PO                | PO                | PO        | q         | 0 / 8       | 20:13       | 61 %        |
| Statistik                    | Statistik        | Statistik        | Statistik         | Statistik         | Statistik         | Statistik         | Statistik         | Statistik         | Statistik         | Statistik | Statistik | S/N         | S/N         | Sieg%       |
| Turnierteilnahmen            | 17               | 27               | 21                | 20                | 14                | 6                 | 29                | 26                | 23                | 27        | 16        | Gesamt: 226 | Gesamt: 226 | Gesamt: 226 |
| Erreichte Finals             | 0                | 3                | 3                 | 1                 | 0                 | 5                 | 5                 | 5                 | 1                 | 2         | 0         | Gesamt: 25  | Gesamt: 25  | Gesamt: 25  |
| Gewonnene Titel              | 0                | 2                | 2                 | 0                 | 0                 | 4                 | 5                 | 3                 | 1                 | 1         | 0         | Gesamt: 18  | Gesamt: 18  | Gesamt: 18  |
| Hartplatz-Siege/-Niederlagen | 2:1              | 20:9             | 18:11             | 11:16             | 14:6              | 27:2              | 39:14             | 25:16             | 18:14             | 24:16     | 2:12      | 200:117     | 200:117     | 63 %        |
| Sand-Siege/-Niederlagen      | 11:12            | 26:17            | 18:5              | 3:4               | 10:9              | 0:0               | 35:10             | 14:5              | 13:5              | 10:7      | 4:4       | 144:78      | 144:78      | 65 %        |
| Rasen-Siege/-Niederlagen     | 2:4              | 0:0              | 3:3               | 0:0               | 6:2               | 0:0               | 2:1               | 12:2              | 4:3               | 3:3       | 1:2       | 33:20       | 33:20       | 62 %        |
| Gesamt-Siege/-Niederlagen    | 15:17            | 46:26            | 39:19             | 14:20             | 30:17             | 27:2              | 76:25             | 51:23             | 35:22             | 37:26     | 7:18      | 377:215     | 377:215     | 64 %        |
| Sieg%                        | 47 %             | 64 %             | 67 %              | 41 %              | 64 %              | 93 %              | 75 %              | 69 %              | 61 %              | 59 %      | 28 %      | Gesamt:     | Gesamt:     | 64 %        |
| Jahresendposition            | 198              | 211              | 65                | 184               | 120               | 358               | 82                | 15                | 11                | 17        |           | N/A         | N/A         | N/A         |

Zeichenerklärung: S = Turniersieg; F, HF, VF, AF = Einzug ins Finale / Halbfinale / Viertelfinale / Achtelfinale; 1, 2, 3 = Ausscheiden in der 1. / 2. / 3. Hauptrunde; KF (kleines Finale) = unterlegen im Spiel um Platz drei; RR = Round Robin (Gruppenphase); n. a. = nicht ausgetragen; a. K. = andere Kategorie; PO (Play-off) = Auf- und Abstiegsrunde im Billie Jean King Cup; K1, K2, K3 = Teilnahme in der Kontinentalgruppe I, II, III im Billie Jean King Cup.
Anmerkung: Diese Statistik berücksichtigt alle Ergebnisse im Einzel bei ITF- und WTA-Turnieren. Als Quelle dient die ITF-Seite der Spielerin. Dargestellt sind nur WTA-Turniere der Kategorien Premier Mandatory und Premier 5 (2009–2020) bzw. die WTA-Turniere der Kategorie 1000 (seit 2021).

### Doppel
| Turnier         | 2017 | 2018 | 2019 | 2020 | 2021 | 2022 | 2023 | 2024 | 2025 | Karriere |
| --------------- | ---- | ---- | ---- | ---- | ---- | ---- | ---- | ---- | ---- | -------- |
| Australian Open | —    | AF   | —    | —    | —    | F    | 2    | AF   | AF   | F        |
| French Open     | —    | —    | —    | —    | —    | 2    | 2    | —    | AF   | AF       |
| Wimbledon       | AF   | —    | —    |      | —    | AF   | 2    | 1    | AF   | AF       |
| US Open         | 1    | —    | —    | —    | —    | AF   | VF   | AF   |      | VF       |

### Mixed
| Turnier         | 2022 | Karriere |
| --------------- | ---- | -------- |
| Australian Open | —    | —        |
| French Open     | VF   | VF       |
| Wimbledon       | AF   | AF       |
| US Open         | —    | —        |